# Estopa (album)
Estopa – pierwszy studyjny album hiszpańskiej grupy Estopa. Został wydany w 1999 roku i rozszedł się w ponad milionowym nakładzie. Znalazły się na nim następujące utwory:
- Tu calorro
- La raja de tu falda
- Me falta el aliento
- Tan sólo
- Poquito a poco
- Suma y sigue
- El del medio de los Chichos
- Como Camarón
- Exiliado en el lavabo
- Estopa
- Cacho a cacho
- Bossanova